# 比尔·米勒 (田径运动员)
比尔·米勒（英語：Bill Miller，1912年11月1日—2008年11月13日），美国男子田径运动员，主攻撑杆跳高。他曾代表美国参加1932年夏季奥林匹克运动会田径比赛，获得男子撑杆跳高金牌。